# Ithycyphus
Ithycyphus es un género conocido de serpientes de la familia Lamprophiidae. Sus especies son endémicas de Madagascar.

## Especies
Se reconocen las siguientes especies:
- Ithycyphus blanci Domergue, 1988
- Ithycyphus goudoti (Schlegel, 1837)
- Ithycyphus miniatus (Schlegel, 1837)
- Ithycyphus oursi Domergue, 1986
- Ithycyphus perineti Domergue, 1986